# Priză

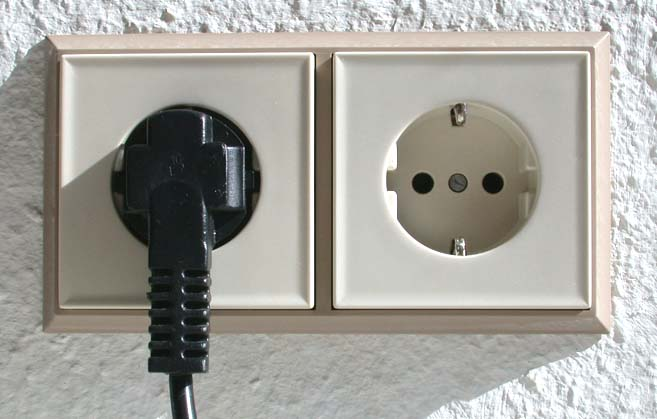
Priză

Priza este un dispozitiv cu ajutorul căruia se realizează conexiunea electrică a unui consumator la o rețea electrică prin intermediul unui ștecher.